# Herresta
Herresta er et gods i Toresunds sogn i Södermanlands län i Sverige, beliggende ved Herrestaviken ved Mariefred (ikke langt fra Stockholm). Herrestaviken var tidligere forbundet med Mälaren. Godset omfatter Herresta säteri (sædegård) og ejes i dag af medlemmer av den norske slægt Paus.
Godset var tidligere ejet av bl.a. admiral friherre Jonas Fredrik Örnfelt, der i 1718 opførte den nuværende hovedbygning ved brug af russiske krigsfanger, og senere av greve Johan Georg Lillienberg (1713–1798), der bl.a. var landshøvding i Uppsala og hofretspræsident, der udvidet ejendommen betydeligt. I 1810 blev godset solgt til grosserer Carl Adolph Grewesmühl. Hans efterkommere solgte i 1923 godset til kammerherre og greve Christopher Tostrup Paus. Han var barnløs, og i 1938 blev Herresta overtaget af hans slægtning Herman Paus, der var gift med komtesse Tatjana Tolstoj, der var barnebarn af Leo Tolstoj. Deres efterkommere ejer i dag godset. Malede portrætter af en række familiemedlemmer hænger på Herresta.
I 1907 omfattede godset Herresta säteri og 13 andre gårde, totalt 15 Mantal, og blev takseret til 409.900 svenske kroner.